# Список персонажів «Noragami»
У цій статті наведено список персонажів аніме та манґи Noragami.

## Головні герої
- Ято (яп. 夜ト, Yatō)

Сейю: Хіроші Камія: Маловідомий бог лиха. Мріє про свій власний храм, хоче стати найшанованішим божеством, оточеним безліччю послідовників. Щоб втілити свою мрію у реальність, береться виконати будь-яке людське прохання, навіть займається пошуком зниклих кошенят. Залишає номер свого телефону де тільки може. За виконане прохання стягує плату в п'ять єн (монетка в 5 єн, традиційне підношення богам під час молитви в храмах Японії). Любить випити, часто поводиться нерозумно та самовдоволено, але іноді буває занадто серйозний. Різко негативно ставиться до самогубств, настільки, що відмовляється допомагати людям, які планують його вчинити. Ято по своєму намагається піклуватися про Юкіне, й навіть обіцяє, що самостійно виховає з нього гідного Шінкі.
- Хійорі Ікі (яп. 壱岐 ひより, Iki Hiyori)

Сейю: Маая Утіда: П'ятнадцятирічна учениця старшого класу середньої школи. Виросла в заможній родині з суворими правилами. Батько лікар, власник великої клініки. Має брата, який набагато старший за неї. Ретельно приховує від батьків своє захоплення реслінгом. Намагаючись врятувати Ято від зіткнення з автобусом, сама потрапляє під його колеса, в результаті чого опиняється на межі між потойбічним життям та світом живих людей. У критичні моменти її душа відділяється від тіла й допомагає Ято битися з Аякаші. Під час перебування у своїй духовній формі в неї з'являється хвіст-кабель, що з'єднує її тіло та душу. Якщо його обрізати, то вона помре. Здатна на нелюдську спритність й силу, також відчуває запахи на великі відстані. Відчуває материнські почуття стосовно Юкіне, всіляко дбає про нього та Ято. Одного дня Хійорі намагаючись допомогти Ято в пошуках нового Шінкі наразила його на небезпеку, коли замість недоторканної душі людини, привела до Ято небезпечного духа.
- Юкіне (яп. 雪音, Yukine)

Сейю: Юкі Кадзі: Помер ще у молодому віці та нічого про себе не пам'ятає, краде гроші, виправдовуючись тим, що він вже помер. Одного разу під час бою з Аякаші, Ято помітив його та уклав договір, перетворивши його в свого Шінкі. Цей Шінкі з'являється в образі катани. Ято стверджує, що Юкіне дуже талановитий, та йому не хотілося б його втратити. Після ритуалу очищення усвідомив свої помилки та змінився.

## Другорядні герої
- Бішамон (яп. 毘沙門天) (також Вайшравана)

Сейю: Савасіро Міюкі: Вважається наймогутнішою богинею війни, так як має безліч Шінкі. Вона намагається вбити Ято, позаяк він винен у смерті її колишніх Шінкі — клану «Ма».
Називає свої вчинки «необхідним злом, що потрібне для знищення ще більшого зла», яким, на її думку, є Ято. Вона дуже тепло відноситься до своїх Шінкі, називаючи їх своїми «дітьми».
- Кадзума (яп. 兆麻)

Сейю: Фукуяма Дзюн: Головний Шінкі Бішамон, що аналізує обстановку і координує дії богині. Приймає форму сережки-гвіздочка у вигляді квітки сакури, здатний відстежувати ворогів і бачити скупчення негативної енергії. До того, як став священною зброєю, був у формі простої сережки-гвіздка, за що зневажався більш старшими Шінкі в клані, адже цвях був зброєю, та ще й проколював тіло хазяйки. Лояльно ставиться до Ято, так як в боргу перед ним. Ім'я бойового тіла (ємності) — Тьокі.
- Кофуку (яп. 小福) — давня подруга Ято. Насправді, вона богиня нещастя Бінбоґамі.

Сейю: Тойосакі Акі: Богиня бідності. Заради Ято зробить все. Дуже енергійна, ввічлива, в деяких ситуаціях здається несерйозною. Кофуку дуже добре ставиться до Хійорі. Так як вона богиня бідності, б'ючись, може лише все руйнувати, через що навіть Бішамон побоюється з нею стикатися. Володіє особливістю «відлякувати» удачу. Для того, щоб не лякати людей, працює під псевдонімом Ебісу — богом торгівлі та удачі.
- Дайкоку (яп. 大黒)

Сейю: Оно Дайсуке: Шінкі, що належить Кофуку. Ім'я бойового тіла — Кокі. Людина суворої виправки, що відноситься до всього з неабиякою підозрою. Перше враження (хибне) — належить до мафіозних угрупувань. Курить. Дуже любить свою богиню, через що Юкіне і Хійорі при першій зустрічі вирішили, що вони одружені. По суті — приймає образ чорного віяла, змахнувши яким, можна відкрити діру в вимір злих духів
- Нора (яп. 野良 «Бездомна, бродяча»)

Сейю: Кугімія Ріє: Шінкі Ято. Бездомна, має безліч імен, через що все її тіло вкрите татуюваннями з іменами. За допомогою масок може управляти злими духами. Періодично намагається повернути Ято до їх спільного батька. Вважає, що Хійорі і Юкіне ослаблюють Ято і роблять його нікчемним. Батько Ято називає її Мідзуті. Ім'я котре дав їй Ято — Хііро.
- Маю (яп. 真喩 Маю)

Сейю: Асамі Імаі: Шінкі Тендзіна, приймаюча форму курильної трубки. Виглядає як молода дівчина з короткими темним волоссям і зеленими очима. На початку манґи була Шінкі Ято, приймала форму зброї, що нагадує кинджал. Зневажає Ято, хоча вважає його хорошим богом і іноді допомагає йому. Піклується про Юкіне, любить з ним поговорити. Одна з Шінкі, яка провела обряд очищення (омовіння) Юкіне. Будучи Шінкі Ято, носила ім'я Томоне (яп. 伴音).
- Тендзін (яп. 天神)

Сейю: Окава Тору: Бог наук. Постійно цитує вірші. Володіє великим храмом, через що любить жартувати над Ято. Саме до нього пішла від Ято його колишня сінкі Маю (Томоне).